# Рахленко, Александр Григорьевич
Александр Григорьевич (Гдальевич) Рахленко (3 октября 1918, Клинцы, Черниговская губерния — 7 августа 1959, Ленинград) — советский актёр и режиссёр. Брат народного артиста СССР Леона Гдальевича Рахленко.

## Биография
В 1940 году окончил Ленинградский театральный институт (ныне ГАТИ), курс Л. Вивьена и Б. Сушкевича, затем был призван в армию и шесть лет служил актёром во Фронтовом блокадном театре Краснознамённого Балтийского флота (КБФ), выступая перед войсками Ленинградского фронта и КБФ.
После демобилизации в 1946 году вместе с женой, актрисой М. Ф. Мамкиной, был принят в труппу Ленинградского театра им. Ленинского Комсомола (ныне театр—фестиваль Балтийский дом). В 1946—1957 годах — актёр, в 1957—1959 годах (после ухода Г. А. Товстоногова) — главный режиссёр театра им. Ленинского Комсомола.
В 1952 году поставленный Г. А. Товстоноговым и А. Г. Рахленко спектакль «Дорогой бессмертия» по книге Ю. Фучика «Репортаж с петлёй на шее» был награждён Сталинской премией третьей степени. Награждён орденом Красной Звезды, медалями. Неоднократно записывался на Ленинградском радио, принимал участие в концертах.
Похоронен на Большеохтинском кладбище в Ленинграде (Санкт-Петербурге).

## Театральные работы

### Театр КБФ
- Фиеско — «Заговор Фиеско» (Ф. Шиллер)
- Аркадий Бурмин — «Парень из нашего города» (К. Симонов)
- Андрей — «Свадебное путешествие» (В. Дыховичный)
- Антифол — «Комедия ошибок» (В. Шекспир)
- Капитан Абсолют — «Соперники» (Р. Шеридан)

### Театр им. Ленинского Комсомола

#### Актёр
- Чтец — «Сказка о правде»[4]
- Поэт — «Улица Три соловья, дом 17» (Д. Добричанин)
- Петя Горемыкин — «Чудесный сплав» (В. Киршон, сохранился радиоспектакль)
- Стахович — «Молодая Гвардия» (А. Фадеев)
- Ромашов — «Два Капитана» (В. Каверин)
- Вардэн — «Из искры…» (Ш. Н. Дадиани, Сталинская премия первой степени, 1950)
- Леандро — «Испанский священник» (Дж. Флетчер)
- Клайд — «Закон Ликурга» (Т. Драйзер)
- Тони — «Ночь ошибок» (У. Голдсмит)
- Лейтенант Корн — «Гибель зскадры» (А. Корнейчук)
- Шнейдер — «Обычное дело» (А. Тарн)
- Кузыев — Шёлковое сюзане (А. Каххар)
- Князь Валковский — «Униженные и оскорблённые» (Ф. Достоевский)
- Гориано — «Поезд можно остановить» (Ю. Маккол)
- «Новые люди» (Н. Г. Чернышевский)[5]
- Винченцо де Преторе — «Никто» (по пьесе «Винченцо де Преторе» Эдуардо де Филиппо, 1957)[6]
- Тальберг — «Дни Турбиных» (М. А. Булгаков)
- «Город на заре» (А. Н. Арбузов)

#### Режиссёр
- «Дорогой бессмертия» (постановщик Г. А. Товстоногов, по Ю. Фучику; Сталинская премия третьей степени, 1952)[7][8]
- «Королевство кривых зеркал» (В. Губарев, 1953)[9]
- «Огни на старте» (Т. Раттиган)
- «Салемские колдуньи» (А. Миллер)
- «Три соловья, дом 17» (Д. Добричанин)[10]
- «Закон Ликурга» (Т. Драйзер, совместно с Г. А. Товстоноговым, 1951)
- «Дом, наш милый дом» (А. Арбузов)

## Семья
Жена — актриса Мария Филипповна Мамкина (1919—1977). Дочь — актриса Елена Рахленко.